# 高木瀬村
高木瀬村（たかきせむら）は、佐賀県佐賀郡にあった村。現在の佐賀市の一部にあたる。

## 地理
佐賀平野の中央部、多布施川の東岸に位置していた。

## 歴史
- 1889年（明治22年）4月1日、町村制の施行により、佐賀郡高木村、長瀬村、東高木村が合併して村制施行し、高木瀬村が発足[1][2]。旧村名を継承した高木、長瀬、東高木の3大字を編成[2]。
- 1947年（昭和22年）旧歩兵第55連隊兵舎跡に引揚者・戦災者のための協楽園が設けられ収容開始[2]。
- 1949年（昭和24年）5月22日 - 村内に昭和天皇の戦後巡幸。協楽園を視察[3]。
- 1954年（昭和29年）3月31日、佐賀市に編入され廃止[1][2]。

## 産業
- 農業[2]
- 産物：米、大豆、蔬菜類、高木キュウリ、高木ナス[2]

## 交通

### 鉄道
1912年（大正元年）佐賀駅を起点に当村を南北に縦断して川上村都渡城まで軽便鉄道が開通し、その後、1929年（昭和4年）電車、1937年（昭和12年）バスに切り替わった。

### 県道
- 浜崎県道[2]

## 教育
- 1878年（明治11年）宗善寺小学校、坪ノ上小学校が合併し教誘小学校となる[2]。1908年（明治41年）高木瀬尋常小学校となり、1913年（大正2年）高等科を併置した[2]。（現佐賀市立高木瀬小学校）

## 医療
1910年（明治43年）陸軍佐賀衛戍病院開設。1945年（昭和20年）国立佐賀病院となる。（現国立病院機構佐賀病院）

## 陸軍
- 歩兵第55連隊（東高木・下高木付近、1911年から1925年まで所在）[2]